# Xã Parnell, Quận Brookings, Nam Dakota
Xã Parnell (tiếng Anh: Parnell Township) là một xã thuộc quận Brookings, tiểu bang Nam Dakota, Hoa Kỳ. Năm 2010, dân số của xã này là 144 người.